# GOOD Music
G.O.O.D. (Getting Out Our Dreams) Music, Inc., también conocida como GOOD Music, Inc. es una compañía discográfica estadounidense fundada por el rapero y productor Kanye West en 2004. El sello es casa de artistas como el mismo Kanye West, Big Sean, Pusha T, Desiigner, Cyhi The Prince, Teyana Taylor, 070 Shake, Kid Cudi, Valee, Ant Clemons, Sheck Wes y los grupos Sunday Service y Francis and The Lights; productores como Hudson Mohawke, Q-Tip, Travis Scott, Jeff Bashker o S1, entre otros. El sello ha lanzado diez discos de oro certificados por la RIAA. 
En 2015, West informó que Pusha T sería el nuevo presidente de la disquera, suplantando al mismo West.

## Historia

### 2004–07

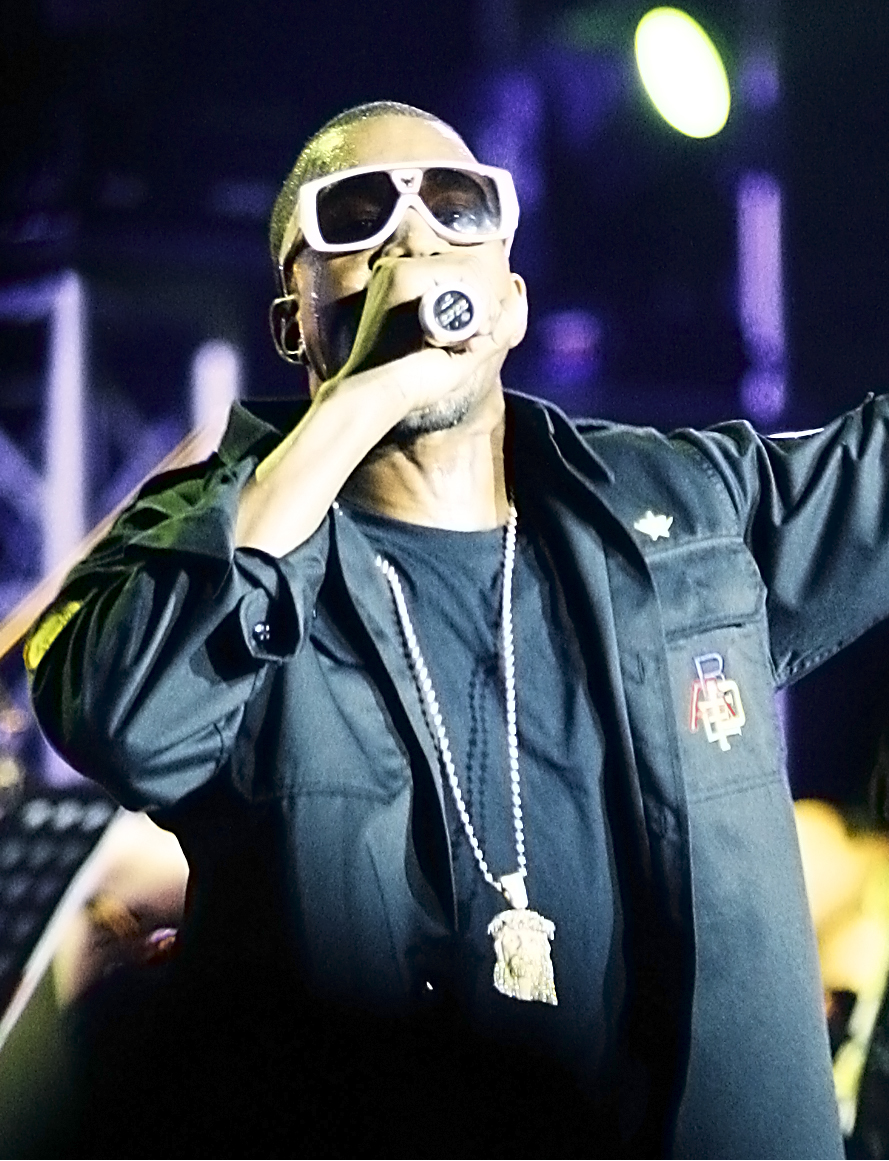
Rapero Kanye West fundador de GOOD Music

West fundó GOOD Music en 2004, junto a Sony BMG, poco después de lanzar su álbum debut, The College Dropout. John Legend, Common y West fueron los artistas que inauguraron el sello.
El álbum Get Lifted (2004) de Legend fue el primer lanzamiento de un álbum en el sello. Este recibió ocho nominaciones y tres victorias en los premios Grammy 2006, incluyendo Mejor Nuevo Artista y Mejor Álbum R&B. En octubre de 2006, Legend lanzó su segundo álbum, Once Again, que ganó un Grammy por la canción "Heaven".

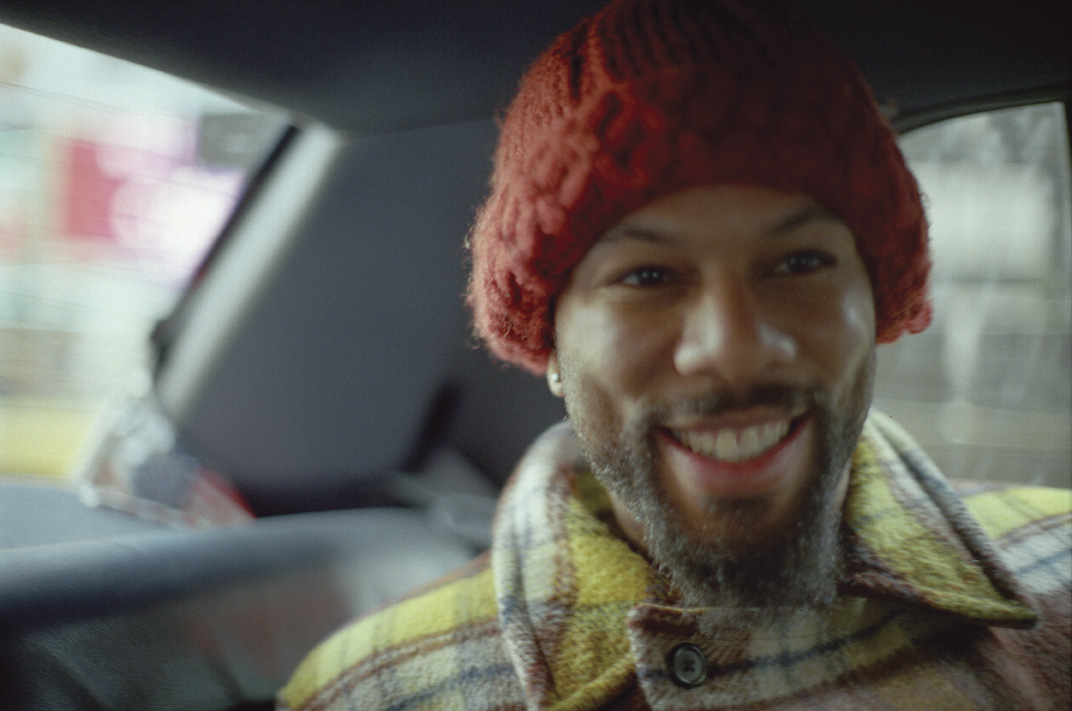
Common fue el primero en firmar con el sello.

Be (2005) del rapero Common, fue el segundo lanzamiento del sello. Tuvo cuatro nominaciones a los premios Grammy. El sello más tarde añadió a los artistas GLC, Really Doe, Malik Yusef, Tony Williams y Consequence. El segundo álbum de West, Late Registration, incluye la participación destacada de cada artista firmado en GOOD Music en el momento de su lanzamiento en agosto de 2005. En mayo de 2007, el rapero de Detroit Big Sean firmó con el sello.

### 2008-2011
En 2008, West firmó al cantautor británico Mr Hudson, después de escuchar A Tale of Two Cities. Luego firmó al rapero Kid Cudi después de escuchar su trabajo de mano del productor y mánager Plain Plat. El álbum debut de Kid Cudi, Man on the Moon: The End of Day fue lanzado por GOOD Music el 15 de septiembre de 2009. El álbum obtuvo tres nominaciones a los Grammy y fue certificado oro por la RIAA. Un mes más tarde, Mr. Hudson lanzó su álbum debut Straigh No Chaser.
El sello llevó a cabo un espectáculo en los 2010 BET Hip Hop Awards en junio que presentó a West, Common, Big Sean y un nuevo integrante, Cyhi the Prynce. A finales de 2010, West lanzó varias canciones de sí mismo y de otros miembros del sello, en un sorteo semanal gratis conocido como G.O.O.D Fridays. En septiembre de 2010, West firmó al rapero de Brooklyn Mos Def. Poco después, Consequence lanzó una canción final y salió del sello. El mes siguiente se anunció el fichaje de Pusha T. A finales de 2010, Kid Cudi lanzó su segundo álbum de estudio Man of the Moon II: The Legend of Mr. Rager, seguido por el quinto álbum de West My Beautiful Dark Twisted Fantasy.
En abril de 2011, West firmó a Q-Tip de A Tribe Called Quest como productor. Luego firmó al productor Hit-Boy a G.O.O.D Beats. En 2011, West firmó a los artistas nigerianos D'banj y Don Jazzy. En junio de 2011, GOOD Music firmó su primer acuerdo de distribución con Def Jam Recordings. siendo el álbum debut de Big Sean Finally Famous el primer álbum lanzado por GOOD Music bajo la distribución de Def Jam.

### 2012-presente

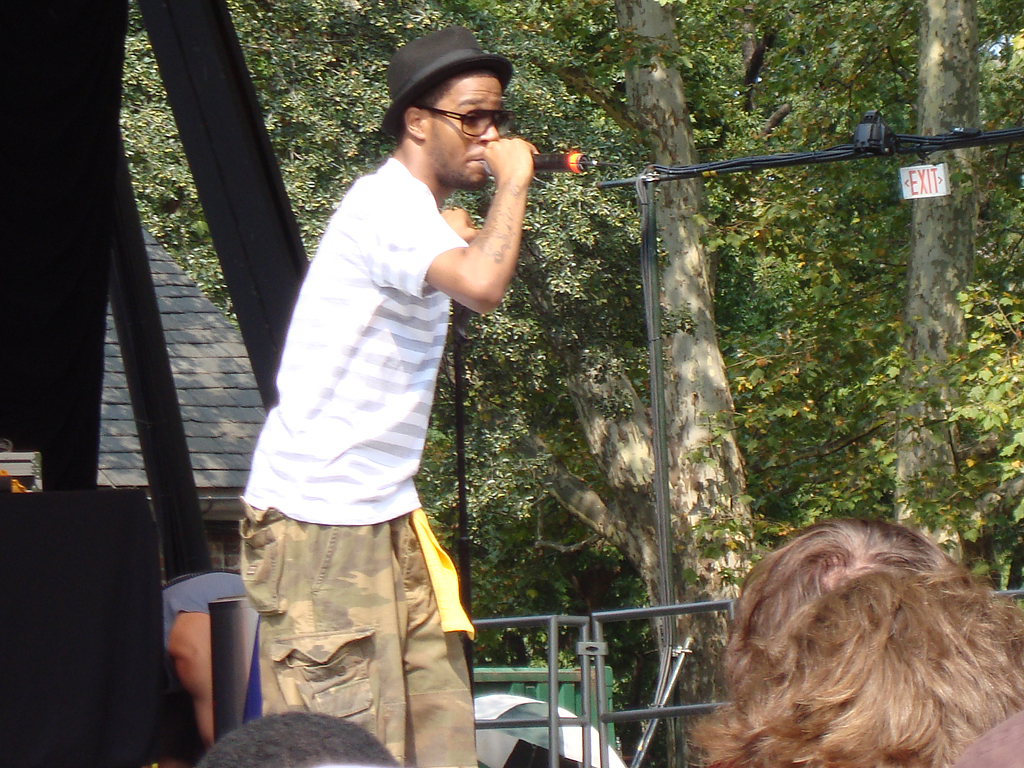
Kid Cudi entró al sello en 2008 y se fue en 2013 tras en lanzamiento de su tercer álbum, Indicud.

A finales de 2011, se anunciaron los planes para el lanzamiento de un álbum recopilatorio, más tarde titulado Cruel Summer. El primer sencillo, "Mercy", fue lanzado el 6 de abril de 2012 de y cuenta con versos de Kanye West, Pusha T y Big Sean, así como el afiliado a GOOD Music 2 Chainz. El álbum fue precedido por los sencillos "New God Flow" y "Clique", alcanzando el último la posición #12 en los U.S Billboard Hot 100 y cuenta con la participación de West y Big Sean, rapeando junto a Jay-Z. Cruel Summer fue lanzado el 18 de septiembre de 2012. Fue acompañado por un cortometraje del mismo nombre, que fue rodado en Catar; la película se estrenó en el Festival de Cannes. El álbum debutó en el número 1 en Billboard 200.
En enero de 2013, el productor Scottish y el DJ Hudson Mohawke anunciaron que habían firmado con el equipo de producción de GOOD Music - GOOD Beats. El 2 de abril de 2013, Kid Cudi anunció en Power 106 que ya no estaba con el sello y que lo dejó en términos amistosos. Cudi sentía que estaba siendo "inutilizado" y hubiese preferido grabar algo particular para Yeezus (2013). El 29 de junio de 2013, el productor Hit-Boy de GOOD Beats anunció que su contrato expiró y que no volvió a firmar con el sello. La modelo estadounidense de Apparel Kacy Hill firmó en el sello en diciembre de 2014 después de aparecer como una bailarina de reemplazo en el Yeezus Tour de West.
En noviembre de 2015, Pusha T fue nombrado presidente de GOOD Music. En enero de 2016, Mos Def se retiró de la música y lo anunció en un freestyle lanzado en GOOD Music Fridays Series. En febrero de 2016, el rapero de Brooklyn Desiigner firmó un contrato de grabación con el sello y posteriormente apareció en el séptimo álbum de West, The Life of Pablo (2016). El 3 de junio de 2016, Kanye West anunció el próximo álbum de GOOD Music, Cruel Winter, en una entrevista con Big Boy.
El 7 de septiembre de 2016, West anunció que el exartista de Young Money / Cash Money Records , Tyga , firmó un contrato discográfico con GOOD Music. Más tarde ese día, Pusha T anunció que el trío de rap con sede en Atlanta, Migos había firmado un acuerdo de manejo con la sello. Sin embargo, en enero de 2017, Migos aclararon que, aunque hubo discusiones para un acuerdo de manejo, nada se había concretado.  El 9 de septiembre de 2016, la cuenta oficial de Twitter de GOOD Music subió una imagen de una lista actualizada de artistas con el título "THIS IS GOOD MUSIC".  La imagen indicaba que varios artistas habían salido o habían sido eliminados por la etiqueta, incluidos D'banj, Malik Yusef, Ryan McDermott y Mr Hudson. Más tarde ese mes, en una entrevista de radio con The Breakfast Club, John Legend anunció que su quinto álbum de estudio, Darkness and Light, sería su último con GOOD Music. 
GOOD fue anunciado como uno de los actos principales del festival de Fyre en 2017; sin embargo, nunca se establecieron los miembros exactos de la etiqueta que debían presentarse. 
En mayo de 2017, Pusha T llegó a un acuerdo con el grupo Francis and the Lights para que se uniera a GOOD Music, posterior a esta decisión, el presidente de GOOD en el mes de febrero de 2018, firmó al rapero de chicaguense Valee con la disquera y a principios de 2018 se incorporó el escritor y cantante emergente de R&B, Anthony "Ant" Clemons junto a Sheck Wes el cual fue descubierto por Travis Scott firmando este un acuerdo doble con el sello discográfico de Scott, Cactus Jack y GOOD Music.
En 2020, Kanye produjo ejecutivamente el álbum de Playboi Carti "Whole Lotta Red". En el cual trabajó con amigos y ex-GOOD Musicians como Future y Kid Cudi.
En este mismo año Kanye sacó el sencillo "Wash Us In The Blood" con Travis Scott de un álbum que el anuncio en su postulación a presidente fallida: el proyecto se llamaba "God's Country: DONDA"
El proyecto fue muy incompleto y Kanye decidió rehacerlo en 2021 sacando "DONDA", este mismo siendo su mayor éxito en años. 
Este sería una versión actualizada de Yandhi (álbum nunca lanzado de Kanye que se separó en dos álbumes: Jesus Is King y DONDA).
Conteniendo singles como: "Hurricane", "Moon","Off The Grid","Praise God", "No Child Left Behind", "Junya", "Believe What I Say", "Heaven And Hell", "24" y "Come To Life".
Este mismo tuvo la participación de Fivio Foreign, Playboi Carti, Baby Keem (del dúo PgLang en el que Kendrick Lamar pertenece), Travis Scott, JAY-Z, Marilyn Manson, Timbaland, Roddy Ricch, Ty Dolla $ign, Chris Brown, Pop Smoke, DaBaby, Lil Yachty, The Weeknd, Lil Baby & Lil Durk, Ms. Lauryn Hill, Young Thug, Don Toliver, Sia, Ádele, Justin Bieber, CyHi The Prince, Hit-Boy, Chief Keef, Soulja Boy, 070 Shake, Kid Cudi (de KIDS SEE GHOSTS), La Sunday Service Choir y Vory (y un cameo oculto de Tyler, The Creator y DMX).
Meses después, saldría el deluxe con más canciones de Yandhi como "Up From The Ashes" con Ant Clemons, "Never Abandon My Family" y "Life Of The Party" con el ex-OutKast, André 3000.
Y en 2022, Kanye va a lanzar en GOOD Music, canciones como "Eazy" con The Game, Una canción sin nombre con Tony Williams, un tema con Vory y DONDA 2, el cual va a ser producido ejecutivamente por Kanye West, Pusha T, Future, DJ Khaled y Travis Scott.  
En 2021 y 2022, Big Sean y Pusha T dejaron G.O.O.D. Music debido a que Big Sean se dio cuenta de que Kanye West le debía dinero por sus álbumes y los másteres y porque quería empezar una discográfica independiente y alejarse de GOOD Music. Aunque él sigue teniendo tacto en privado con Kanye.
Pusha T decidió en 2022 dejar GOOD Music pero antes de dejarlo, sacar un álbum llamado "King Push" como su último proyecto. Debido a que su contrato expiró, aun así va a seguir trabajando con Kanye West.
También se dijo que Don Toliver, Ty Dolla $ign, Playboi Carti (el cual tuvo un álbum producido por Kanye) y Fivio Foreign podrían ser nuevos miembros de GOOD Music.

## Artistas

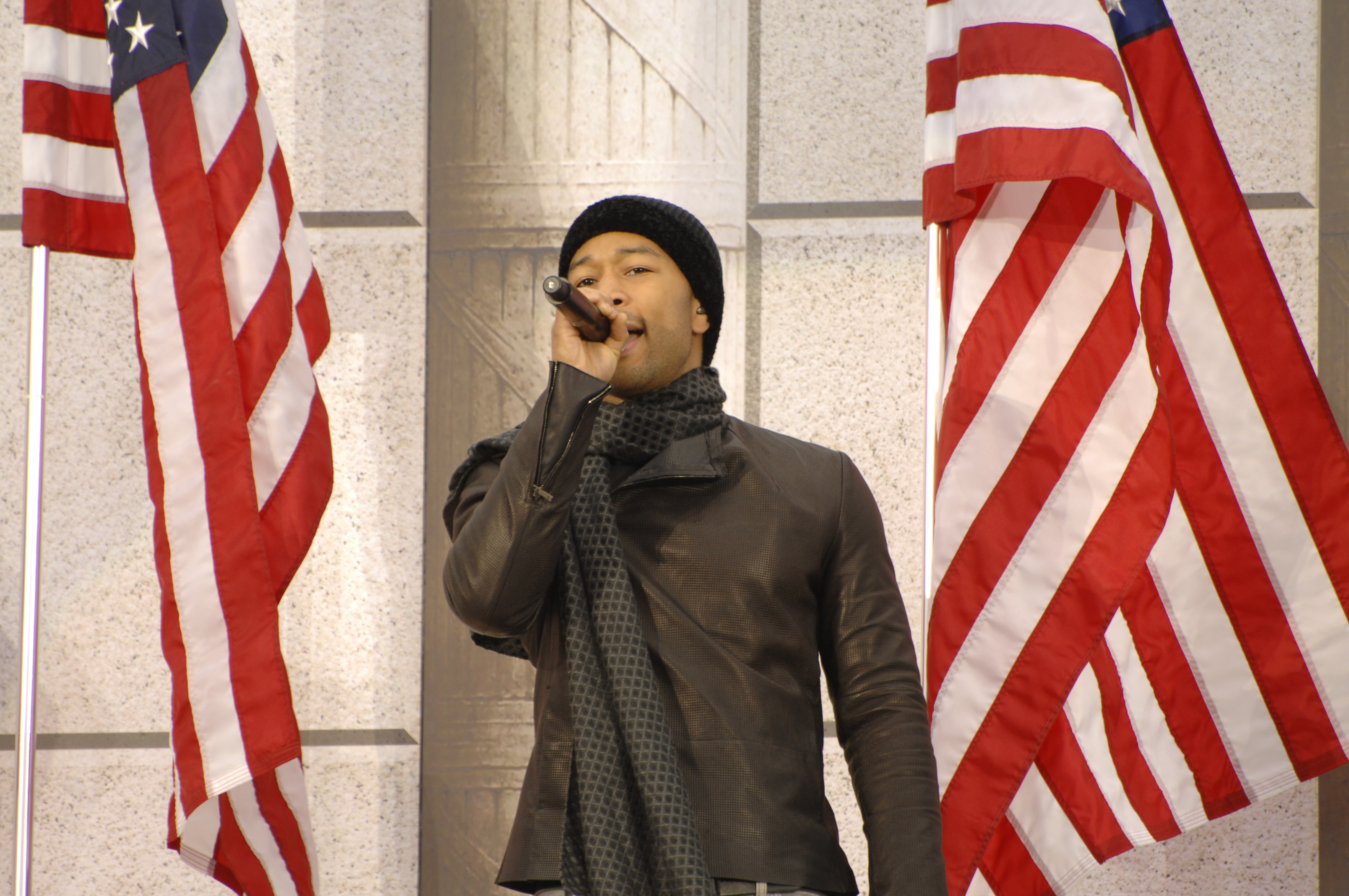
El cantante John Legend firmó con el sello en 2006 y ha lanzado cinco álbumes.

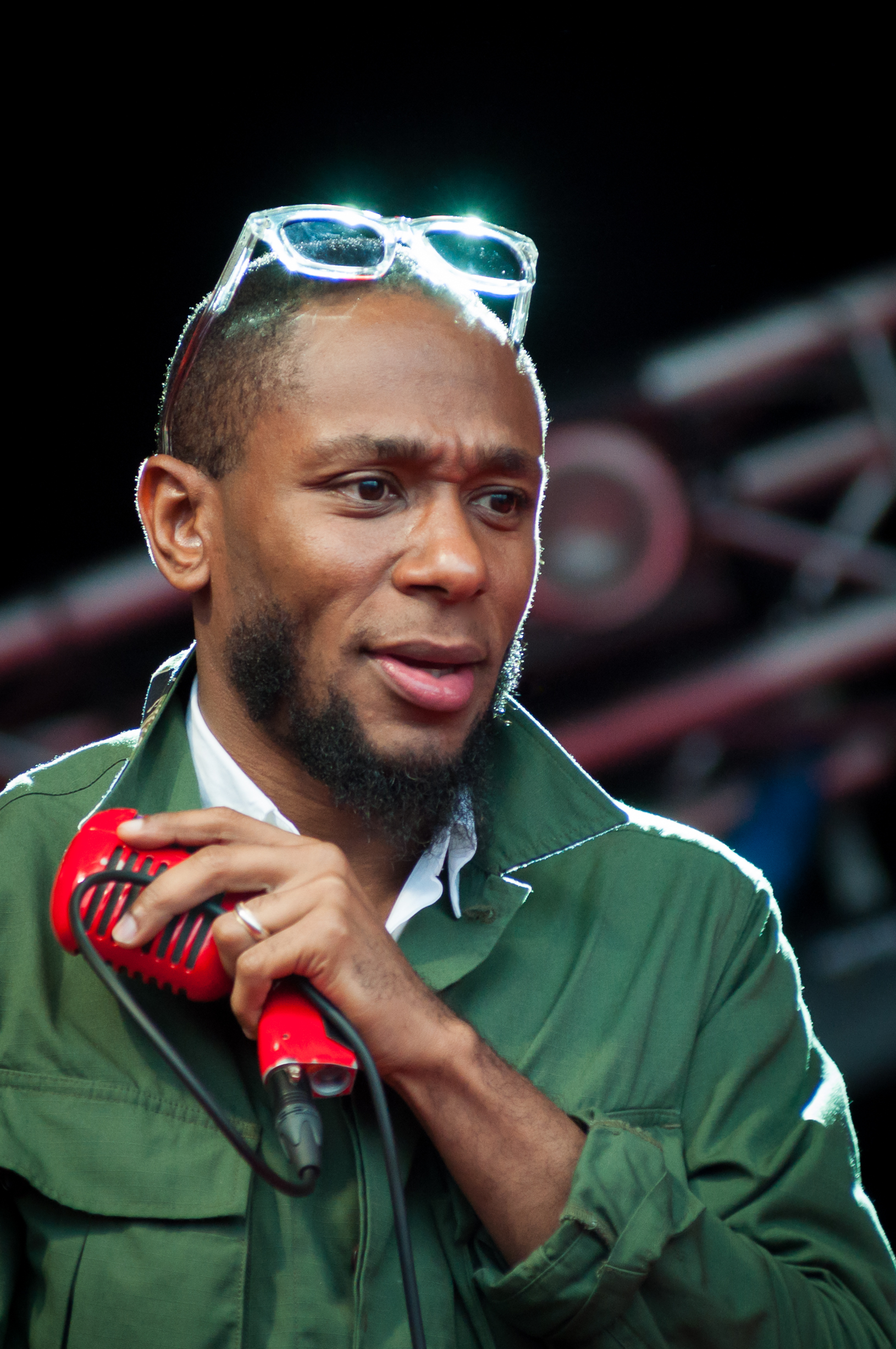
Mos Def firmó con el sello en 2010 y lo dejó después de retirarse en 2016.

### Artistas actuales
| Artista         | Año de ingreso | Lanzamiento dentro del sello |
| --------------- | -------------- | ---------------------------- |
| Kanye West      | 2004           | 4                            |
| Cyhi The Prince | 2007           | 1                            |
| 070 Shake       | 2018           | 4                            |
| Sheck Wes       | 2018           |                              |
| Sunday Service  | 2016           | 1                            |

### Artistas que estuvieron anteriormente
| Artistas        | Años en el sello | Lanzamiento dentro del sello |
| --------------- | ---------------- | ---------------------------- |
| Really Doe      | 2004–2008        | —                            |
| GLC             | 2004–2010        | —                            |
| Tony Williams   | 2004–2010        | 1                            |
| Common          | 2004–2010        | 3                            |
| Consequence     | 2004–2011        | 1                            |
| Sa-Ra           | 2005–2007        | —                            |
| Kid Cudi        | 2008–2013        | 3                            |
| John Legend     | 2004–2016        | 6                            |
| Malik Yusef     | 2005–2016        | 1                            |
| Mr Hudson       | 2009–2016        | 1                            |
| Mos Def         | 2010–2016        | —                            |
| D'banj          | 2011–2016        | —                            |
| Kacy Hill       | 2014–2019        | 2                            |
| Tyga            | 2016–2019        | —                            |
| Pusha T         | 2009–2022        | 5                            |
| Big Sean        | 2007-2021        | 6                            |
| Desiigner       | 2016–2019        | 4                            |
| Lil' Pump       | 2019             | 2                            |
| KIDS SEE GHOSTS | 2018             | 1                            |
| Valee           | 2018 - 2019      | 2                            |
| Teyana Taylor   | 2012 - 2020      | 3                            |

## Very GOOD Beats
GOOD Music también tiene una filial de producción conocida como "Very GOOD Beats" y sirve como un grupo de productores para el sello.

### Productores actuales
- 88-Keys[1]
- Benny Cassette[2]
- Yongedicaprio
- Charlie Heat[3]
- Evian Christ[4]
- Hudson Mohawke[5]
- Jeff Bhasker
- Kanye West
- Lifted[6]
- No I.D.
- Noah Goldstein[1]
- Q-Tip[7]
- Symbolyc One (S1)[8]
- Travis Scott[8]
- Southside
- Mike Dean

### Antiguos productores
- Devo Springsteen[9]
- Don Jazzy[10]
- Hit-Boy
- Keezo Kane[11]

## Discografía
- A partir de junio de 2011, todas las versiones se distribuyen por Def Jam Recordings, a menos que se indique lo contrario.

| Artistas                           | Álbumes                                                     | Detalles                                                                                              |
| ---------------------------------- | ----------------------------------------------------------- | --- |
| John Legend                        | Get Lifted (lanzado por Columbia)                           | - Lanzamiento: 28 de diciembre de 2004 - Posición en listas: #4 U.S. - Certificación RIAA: 2× platino |
| Common                             | Be (lanzado por Geffen)                                     | - Lanzamiento: 24 de mayo de 2005 - Posición en listas: #2 U.S. - Certificación RIAA: oro             |
| John Legend                        | Once Again (lanzado por Columbia)                           | - Lanzamiento: 24 de octubre de 2006 - Posición en listas: #3 U.S. - Certificación RIAA: platino      |
| Consequence                        | Don't Quit Your Day Job! (lanzado por Columbia)             | - Lanzamiento: 6 de marzo de 2007 - Posición en listas: #113 U.S.                                     |
| Common                             | Finding Forever (lanzado por Geffen)                        | - Lanzamiento: 31 de julio de 2007 2007 - Posición en listas: #1 U.S. - Certificación RIAA: oro       |
| John Legend                        | Evolver (rlanzado por Columbia)                             | - Lanzamiento: 28 de octubre de 2008 - Posición en listas: #4 U.S. - Certificación RIAA: oro          |
| Common                             | Universal Mind Control (lanzado por Geffen)                 | - Lanzamiento: 9 de diciembre de 2008 - Posición en listas: #12 U.S.                                  |
| Malik Yusef                        | G.O.O.D. Morning, G.O.O.D. Night                            | - Lanzamiento: 2 de junio de 2009 - Posición en listas: —                                             |
| Kid Cudi                           | Man on the Moon (lanzado por Universal Motown)              | - Lanzamiento: 15 de septiembre de 2009 - Posición en listas: #4 U.S. - Certificación RIAA: oro       |
| Mr Hudson                          | Straight No Chaser                                          | - Lanzamiento: 19 de octubre de 2009 - Posición en listas: #25 UK                                     |
| John Legend and The Roots          | Wake Up! (lanzado por Columbia)                             | - Lanzamiento: 21 de septiembre de 2010 - Posición en Chart: #8 U.S.                                  |
| Kid Cudi                           | Man on the Moon II (lanzado por Universal Motown)           | - Lanzamiento: 9 de noviembre de 2010 - Posición en listas: #3 U.S. - Certificación RIAA: oro         |
| Big Sean                           | Finally Famous                                              | - Lanzamiento: 28 de junio de 2011 - Posición en listas: #3 U.S.                                      |
| Pusha T                            | Fear of God II: Let Us Pray                                 | - Lanzamiento: 8 de noviembre de 2011 - Posición en listas: #66 U.S.                                  |
| GOOD Music                         | Cruel Summer                                                | - Lanzamiento: 18 de septiembre de 2012 - Posición en listas: #2 U.S.                                 |
| Kid Cudi                           | Indicud (lanzado por Republic)                              | - Lanzamiento: 16 de abril de 2013 - Posición en listas: #2 U.S.                                      |
| Big Sean                           | Hall of Fame                                                | - Lanzamiento: 27 de agosto de 2013 - Posición en listas: #3 U.S.                                     |
| John Legend                        | Love in the Future (lanzado por Columbia)                   | - Lanzamiento: 3 de septiembre de 2013 - Posición en listas: #4 U.S. - Certificación RIAA: oro        |
| Pusha T                            | My Name Is My Name                                          | - Lanzamiento: 8 de octubre de 2013 - Posición en listas: #4 U.S.                                     |
| Teyana Taylor                      | VII                                                         | - Lanzamiento: 4 de noviembre de 2014 - Posición en listas: #19 U.S.                                  |
| Big Sean                           | Dark Sky Paradise                                           | - Lanzamiento: 24 de febrero de 2015 - Posición en listas: #1 U.S. - Certificación RIAA: platino      |
| Kacy Hill                          | Bloo (EP)                                                   | - Lanzamiento: 9 de octubre de 2015                                                                   |
| Pusha T                            | King Push – Darkest Before Dawn: The Prelude                | - Lanzamiento: 18 de diciembre de 2015 - Posición en listas: #20 U.S.                                 |
| Kanye West                         | The Life of Pablo                                           | - Lanzamiento: 13 de febrero de 2016 - Posición en listas: #1 U.S.                                    |
| HXLT                               | HXLT                                                        | - Lanzamiento: 26 de febrero de 2016 - Posición en listas: —                                          |
| TWENTY88 (Big Sean and Jhené Aiko) | TWENTY88 (lanzado por Artium)                               | - Lanzamiento: 1 de abril de 2016 - Posición en listas: #5 U.S.                                       |
| Desiigner                          | New English                                                 | - Lanzamiento: 26 de junio de 2016 - Posición en listas: —                                            |
| John Legend                        | Darkness and Light                                          | - Lanzamiento: 2 de diciembre de 2016 - Posición en listas: #14 U.S.                                  |
| Big Sean                           | I Decided.                                                  | - Lanzamiento: 3 de febrero de 2017 - Posición en listas: #1 U.S. - Certificación RIAA: Platino       |
| Kacy Hill                          | Like a Woman                                                | - Lanzamiento: 30 de junio de 2017                                                                    |
| Cyhi The Prince                    | No Dope on Sundays                                          | - Lanzamiento: 17 de noviembre de 2017 - Posición en listas: #65 U.S.                                 |
| Big Sean y Metro Boomin            | Double or Nothing                                           | - Lanzamiento: 8 de diciembre de 2017 - Posición en listas: #6 U.S.                                   |
| Valee                              | GOOD Job, You Found Me                                      | - Lanzamiento: 3 de marzo de 2018                                                                     |
| 070 Shake                          | Glitter                                                     | - Lanzamiento: 23 de marzo de 2018                                                                    |
| Desiigner                          | L.O.D.                                                      | - Lanzamiento: 4 de mayo de 2018 - Posición en listas: #161 U.S.                                      |
| Pusha T                            | Daytona                                                     | - Lanzamiento: 25 de mayo de 2018 - Posición en listas: #3 U.S.                                       |
| Kanye West                         | ye                                                          | - Lanzamiento: 1 de junio de 2018 - Posición en listas: #1 U.S. - Certificación RIAA: Oro             |
| Kids See Ghosts                    | KIDS SEE GHOSTS                                             | - Lanzamiento: 8 de junio de 2018 - Posición en listas: #2 U.S.                                       |
| Teyana Taylor                      | K.T.S.E.                                                    | - Lanzamiento: 23 de junio de 2018 - Posición en listas: #17 U.S.                                     |
| Sheck Wes                          | Mudboy (Lanzado con Interscope y Cactus Jack)               | - Lanzamiento: 5 de octubre de 2018 - Posición en listas: #17 U.S.                                    |
| Kanye West                         | JESUS IS KING                                               | - Lanzamiento: 25 de octubre de 2019 - Posición en listas: #1 U.S.                                    |
| Sunday Service                     | JESUS IS BORN                                               | - Lanzamiento: 25 de diciembre de 2019                                                                |
| Playboi Carti                      | Whole Lotta Red (lanzado por AWGE Records \|G.O.O.D. Music) | - Lanzamiento: 24 de diciembre de 2020 - Posición en listas: #1 U.S. - Certificación RIAA: Platino    |
| Kanye West                         | Donda                                                       | - Lanzamiento: 29 de agosto de 2021 - Posición en listas: #1 U.S. - Certificación RIAA: Platino       |
| Kanye West                         | Donda (Deluxe)                                              | - Lanzamiento: 14 de noviembre de 2021 - Posición en listas: #4 U.S. - Certificación RIAA: Platino    |
| Kanye West                         | DONDA 2                                                     | - Lanzamiento: 22 de febrero de 2022 - Posición en listas: #-                                         |
| Pusha T                            | King Push                                                   | - Lanzamiento por determinar                                                                          |
| GOOD Music                         | Cruel Winter                                                | - Proyecto cancelado                                                                                  |